# Mnesiloba eupitheciata
Mnesiloba eupitheciata là một loài bướm đêm thuộc họ Geometridae. Nó được tìm thấy ở miền đông Úc.
Mnesiloba dentifascia đã được xem là một đồng âm của Mnesiloba eupitheciata, nhưng sau này đã được tái lập là một loài có hiệu lực.

## Hình ảnh

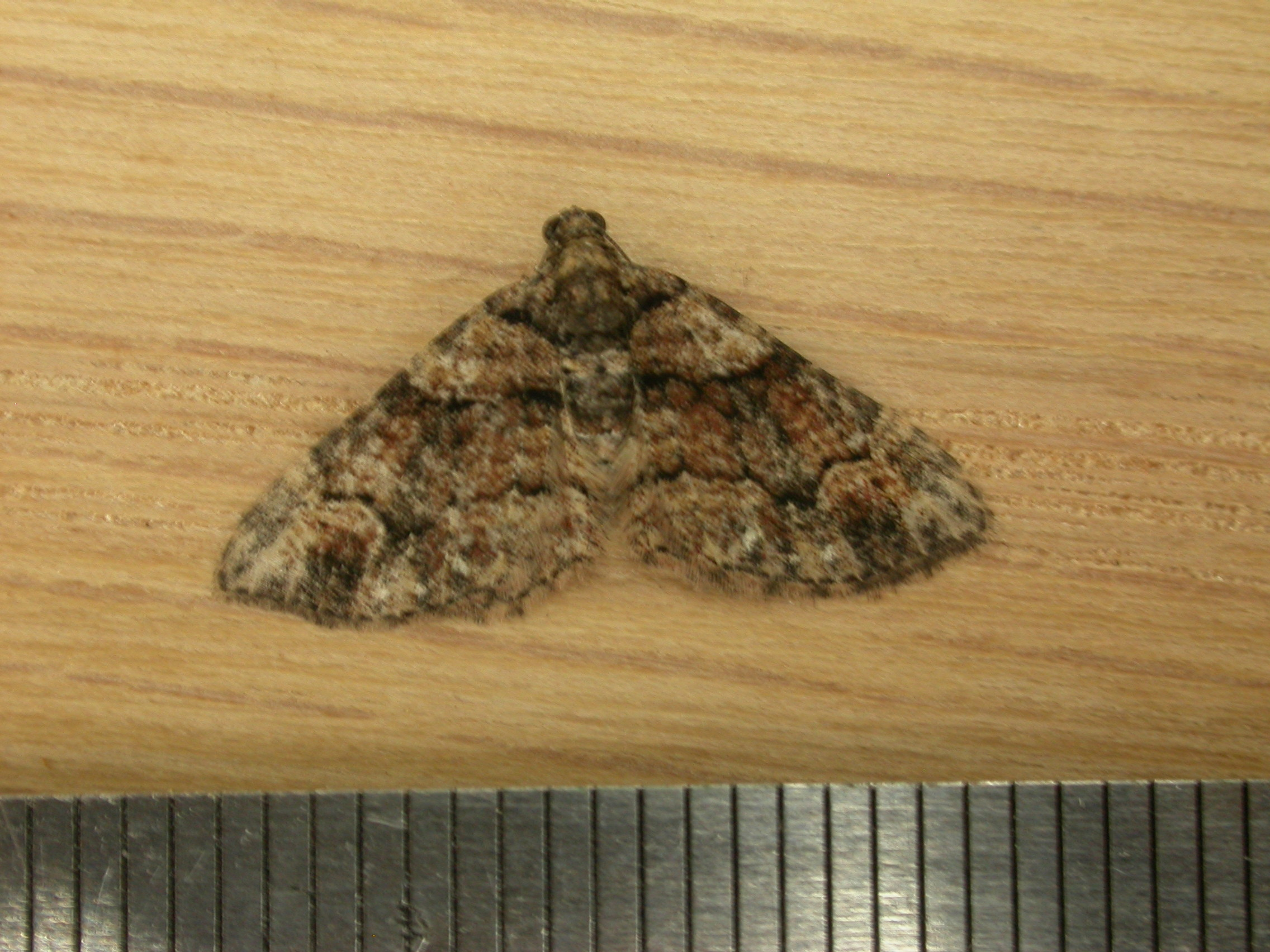
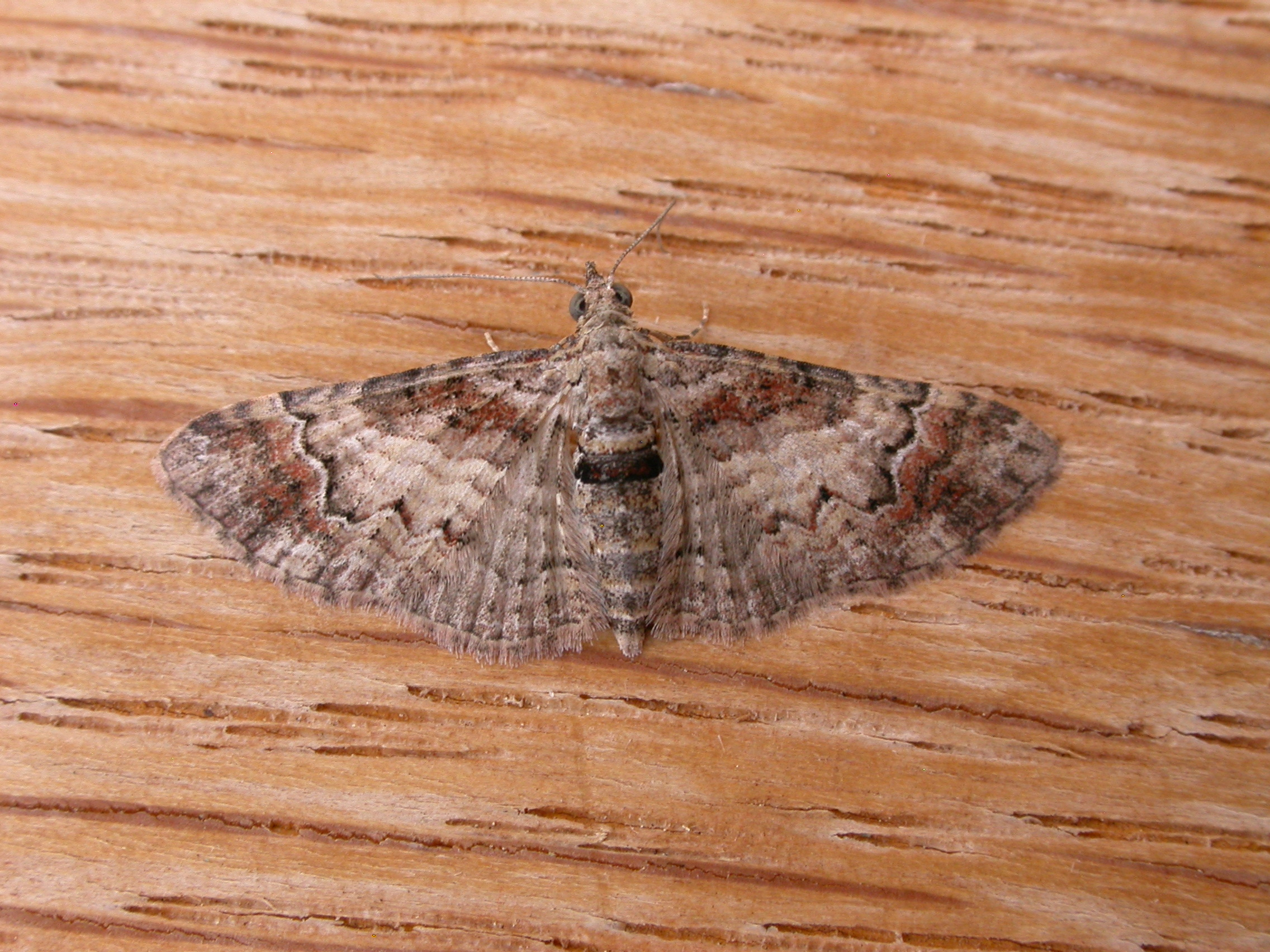
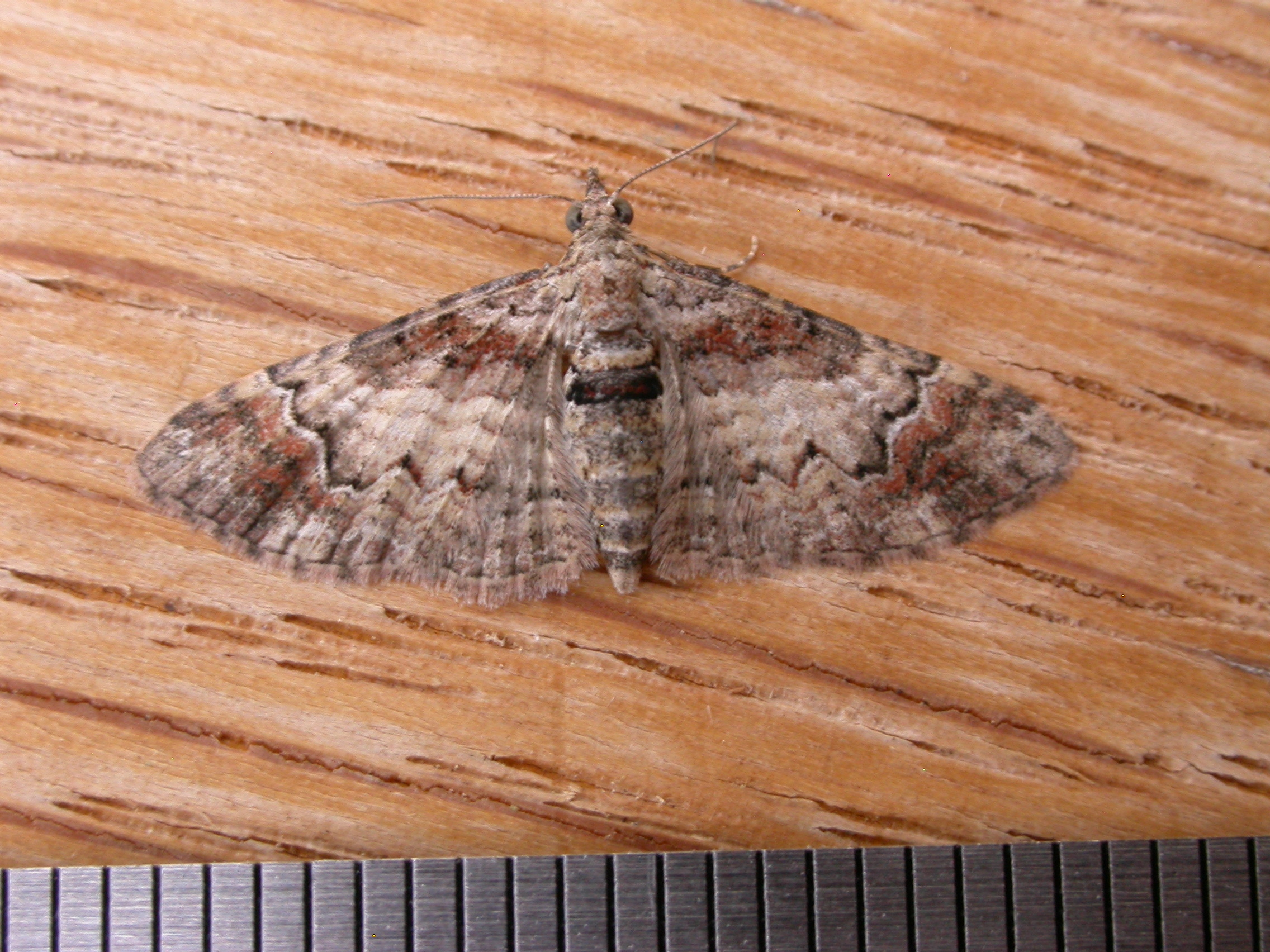
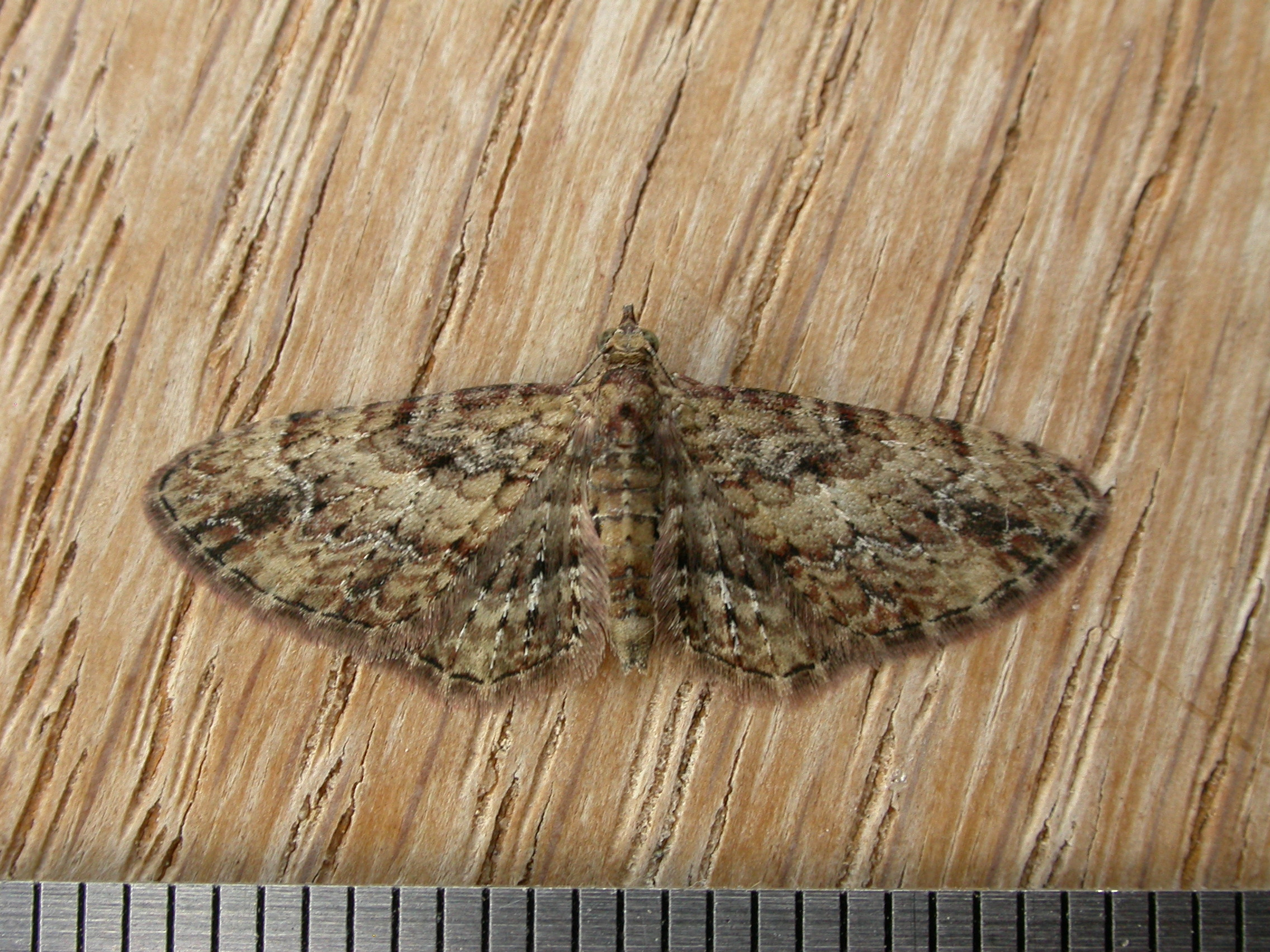